# 卵葉王蘚
卵葉王蘚（学名：Kindbergia praelonga）为青蘚科王蘚屬下的一个种。